# Pijiño del Carmen
Pijiño del Carmen, a volte chiamato semplicemente Pijiño, è un comune della Colombia facente parte del dipartimento di Magdalena.
Il centro abitato venne fondato da José Fernando Mier y Guerra nel 1750, mentre l'istituzione del comune è del 26 marzo 1996.